# Sint-Hubertusdreef (Ukkel)

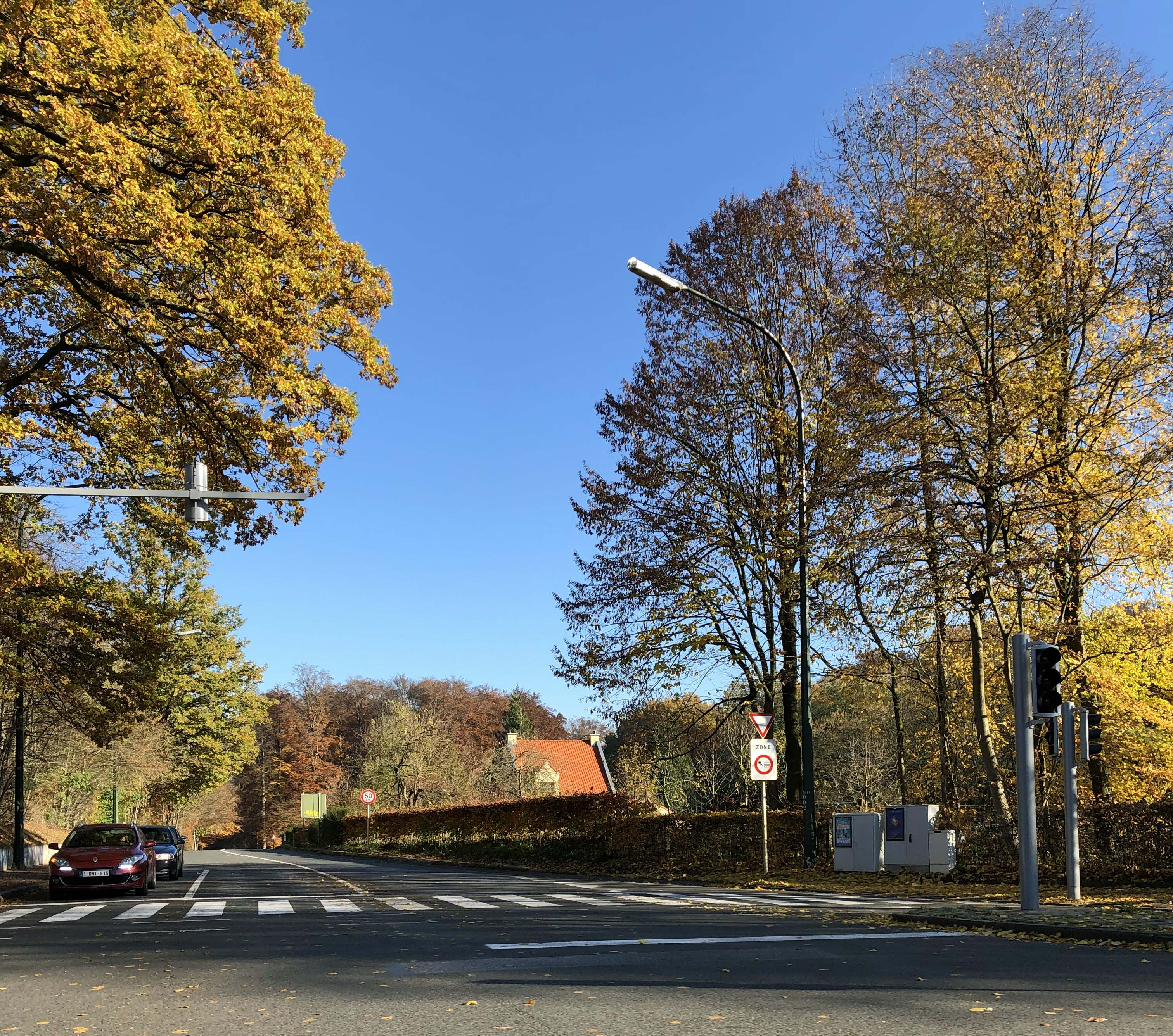
Sint-Hubertusdreef

De Sint-Hubertusdreef is een weg in de Brusselse gemeente Ukkel.

## Locatie en toegang
Deze dreef verbindt vanaf de Kleine Hut, een plaats op de grens van Ukkel en Sint-Genesius-Rode aan de Waterloosesteenweg met het kruispunt van de Tumuliweg en de Graafdreef in Watermaal-Bosvoorde door het Zoniënwoud. Volgens oude kaarten was het de bedoeling om de dreef te verlengen naar het voormalige station Zoniënwoud op spoorlijn 161 in Watermaal-Bosvoorde.

## Oorsprong van de naam
De weg werd genoemd naar Hubertus van Luik, beschermheer van de jacht waarvan Karel van Lotharingen, ook bekend als Karel van Lorreinen, die van 1741 tot 1744 en van 1749 tot 1780 landvoogd van de Oostenrijkse Nederlanden was en het Zoniënwoud als jachtgebied gebruikte, een liefhebber was. Ook de op de Sint-Hubertusdreef kruisende Lorrainedreef werd eveneens naar de landvoogd genoemd. In het Frans wordt ze Drève Saint-Hubert genoemd.